# مقاطعة ميرسر (بنسلفانيا)
مقاطعة ميرسر (بالإنجليزية: Mercer County, Pennsylvania)‏ هي إحدى مقاطعات ولاية بنسيلفانيا في الولايات المتحدة. بلغ عدد سكانها 116638 نسمة في عام 2010 حسب إحصاء مكتب تعداد الولايات المتحدة.

## أعلام
- ويليام مكومب
- جوزيف جي. باتلر جونيور

## وصلات خارجية
- www.mcc.co.mercer.pa.us